# Miasteczko Śląskie
Miasteczko Śląskie (germană Georgenberg) este un oraș în Polonia.